# Víctor Jorge Ramos
Víctor Jorge Ramos (Buenos Aires; 24 de agosto de 1954) es un periodista, editor y escritor argentino.
Fundó en 1997 el Instituto Nacional contra la Discriminación INADI, del que fue presidente entre 1997 y 2000, fue director del Cabildo de Buenos Aires y es presidente de SOS Discriminación Internacional. Dirige la revista Patria Grande. Es docente en la Unión Obrera Metalúrgica Seccional Capital donde dicata cursos para los delegados del gremio para su formación sindical.[cita requerida] (Cita agregada:) 

## Biografía

### Primeros años
Nació en el barrio Paternal de la Ciudad Autónoma de Buenos Aires. Hijo de Jorge Abelardo Ramos y de Faby Carvallo. A los ocho años de edad, por motivos políticos vinculados a las actividades de sus padres, la familia se trasladó a la ciudad de Montevideo Uruguay, donde permaneció hasta 1969.
Junto a su hermana Laura Ramos fueron delegados del Centro de Estudiantes del Colegio Vaz Ferreyra, del barrio de Malvín (en Montevideo).
Participó de la toma del colegio y las protestas callejeras contra el gobierno de Jorge Pacheco Areco, acusado del asesinato del estudiante Líber Arce.
En la capital uruguaya colaboró con su madre en la distribución de los libros que su padre editaba e introducía clandestinamente desde la Argentina. Materiales de la Editorial Coyoacán, de Mar Dulce y  diversas revistas revolucionarias vinculadas las de la Izquierda Nacional latinoamericana y al peronismo proscrito, eran colocados en librerías, kioscos y universidades.

### Formación
En Montevideo estudió en la escuela Francia, República Dominicana y Liceo Vaz Ferreira. Al regresar a la Argentina en 1969 se incorporó al Colegio Nacional San Isidro y luego al Nacional Sarmiento, de donde fue expulsado.
Estudió periodismo en el Instituto Simón Bolívar de Buenos Aires en 1974.
En 1979 cursó un seminario de Historia argentina y latinoamericana en el CEDEA (Centro de Estudios Argentinos).
Su vocación latinoamericanista lo llevó a los 19 años a realizar un viaje por América Latina de un año y medio, recorriendo todos los países del continente. Al año siguiente navegó desde Pucalpa, en la amazonía peruana, hasta Iquitos por el río Ucayali. Llegó a la triple frontera con Colombia y Brasil. Navegó el río Marañón y su continuidad el río Amazonas hasta la ciudad de Manaus.

### Militancia política

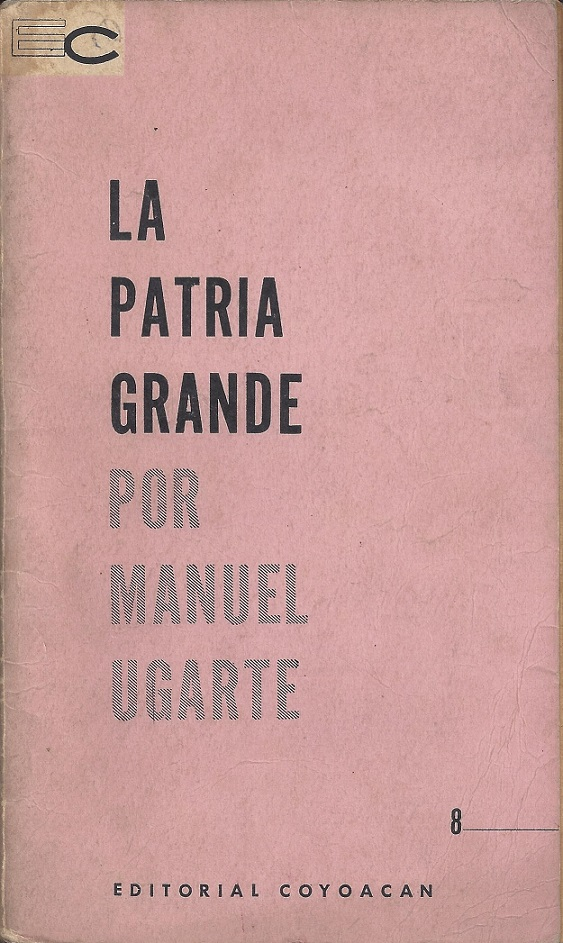

En su paso por el colegio secundario, fue uno de los fundadores de la Agrupación Secundaria Nacional (ASENA), y al tiempo fue su secretario general. Integró la corriente de Izquierda Nacional que lideró su padre, Jorge Abelardo Ramos, el Partido Socialista de la Izquierda Nacional, PSIN, y el Frente de Izquierda Popular, FIP, que en 1974 es recordado por sumar un millón de votos a la fórmula Perón-Perón (Juan Domingo Perón y María Estela Martínez de Perón). 
Al comienzo de la dictadura cívico-militar (1976-1983), su casa en Buenos Aires, en Av. Córdoba y Gurruchaga, fue allanada y destruida por un comando militar. Junto a su esposa María Josefina Gastón, se refugió en un campo en la localidad de Despeñaderos en la provincia de Córdoba. En ese lejano paraje, se realizaron reuniones de compañeros de militancia y seminarios de formación política dictados por
Faby Carvallo (su madre),
Jorge Abelardo Ramos (su padre),
Blas Alberti, Luis María Cabral y
Jorge Enea Spilimbergo.
El movimiento de jóvenes alertó a las autoridades policiales. La compañera de Víctor, María Josefina Gastón, fue detenida e interrogada por una brigada militar. Finalmente fue liberada en la comisaría de Despeñaderos. Ante el aumento de la represión y las detenciones de compañeros del movimiento, las reuniones fueron suspendidas. Al no poder encontrarse, la militancia de la izquierda nacional organizó un congreso político clandestino por correo. Copia de estos intensos debates se pueden encontrarse en el Centro Documental Jorge Abelardo Ramos.
En 1978 Víctor Ramos regresó a Buenos Aires y presenció la detención de su padre cuando concurría a una reunión clandestina en un bar de Avenida de Mayo.
Durante la guerra de las Malvinas (1982) participó de todos los actos populares de apoyo a la gesta; fue detenido por la Prefectura Naval cuando ingresaron a repartir volantes a la zona portuaria junto a su compañero Raúl Faust. Luego de varias horas incomunicados y padecer un simulacro de fusilamiento, fueron liberados ante la persistencia del apoderado del movimiento, el abogado Luis María Cabral.
Al finalizar la contienda junto a varios veteranos de guerra formó un grupo de apoyo a los excombatientes abandonados por parte del Estado. En el período democrático que dio comienzo en 1983 editó y dirigió el semanario político Marcha de Argentina en 1987. Se incorpora al Partido Justicialista en 1994 aunque siempre fue crítico de la conducción del partido en la Capital Federal.
Con el escritor Mario Pacho O'Donnell funda en el año 2003 el Instituto Raúl Scalabrini Ortiz, para la formación política de los jóvenes que se volcaban a las actividades sociales y políticas. Se presentó como candidato a jefe de Gobierno de la Ciudad de Buenos Aires en las elecciones de 2015 enfrentando a Mariano Recalde de la agrupación La Cámpora. Su postulado fue la inclusión urbana de las villas emergencia.

### Gestión Pública

#### Secretaría de la Función Pública de la Presidencia de la Nación
Con la llegada al gobierno del Frente Justicialista de Unidad Popular (Frejupo), en 1989 con la Presidencia de Carlos Saúl Menem, Víctor Ramos asumió como Jefe de Gabinete de la Secretaría de la Función Pública cuyo titular fue Gustavo Beliz Desde allí impulsó el Programa de jóvenes trabajadores del Estado para su formación educativa; el Programa de la Mujer que logró el cupo femenino en las cámaras legislativas; el Sistema Nacional de Profesión Administrativa (SINAPA), dirigido por Pablo Fontdevila; fue el coordinador general del Cuerpo de Administradores Gubernamentales (AG); realizó un informe sobre la corrupción en la banca, la aduana y el comercio exterior argentino, publicado en diversos medios y por el periodista Luis Majul en su libro Por qué cayó Alfonsín, donde se demostró el poder destructor de la oligarquía financiera.
Como Jefe de Gabinete de la Secretaría de la Función Pública convocó a veteranos de la Guerra de Malvinas para ingresar a la Aduana con el objeto de formar un cuerpo anticorrupción.

#### Ministerio del Interior
Asumió como Subsecretario de Relaciones con la Comunidad en el Ministerio del Interior, el 4 de diciembre de 1992 hasta el 1 de agosto de 1993 cuando presenta su renuncia, el titular de la cartera fue Gustavo Beliz. Desde esta posición impulsó la conformación de la Comisión Nacional de Veteranos de Excombatientes de Malvinas, el Programa de Integración de Colectividades Extranjeras y el Programa contra la Discriminación, antecedentes como el INADI, que se irían conformando e implementando políticas públicas hasta que fueron eliminadas por el gobierno de Javier Milei.

#### Ministerio de Economía
Entre 1994 y 1995 fue consultor del Programa de las Naciones Unidas para el Desarrollo (PNUD), desempeñándose en el Proyecto Joven de Reconversión Laboral del Ministerio de Economía cuya designación fue por concurso público. Ese año ganó el concurso público que le permitió asumir como Director de Carrera y Desarrollo del Ministerio de Economía.

#### Instituto contra la Discriminación, la Xenofobia y el Racismo
Con acuerdo de ambas cámaras del Congreso de la Nación fue designado presidente del Instituto Nacional contra la Discriminación, la Xenofobia y el Racismo (INADI), entre 1997 y el año 2000, siendo su fundador.
Durante su gestión promovió numerosos juicios y denuncias contra la discriminación que fueron rápidamente resueltas. En ese entonces el novel organismo no contaba con presupuesto, ni recursos.
Representó a la República Argentina ante la Comisión de Derechos Humanos de las Naciones Unidas, Ginebra, Suiza en 1998 proponiendo a Sudáfrica como sede de la Conferencia Mundial contra el Racismo.
Como Presidente del INADI, invitó al presidente sudafricano, Nelson Mandela a la Argentina, donde pudo dialogar sobre las formas de lucha contra el racismo y la xenofobia.
La entrevista con Nelson Mandela fue decisiva para el nacimiento de SOS Discriminación Internacional, que desde el ámbito no gubernamental, le permitió seguir desarrollando sus actividades de integración social. Nelson Mandela fue su presidente honorario.
El INADI fue intervenido en el año 2000 por el entonces Presidente Fernando de la Rúa. Eugenio Zaffaroni, tiempo después miembro de la Corte Suprema de Justicia, se prestó para una cuestionada intervención, que Víctor Ramos calificó inconstitucional y discriminatoria por sus ideas políticas. Los siguientes titulares del organismo fueron interventores designados por decreto del Poder Ejecutivo. El INADI siguió intervenido hasta su cierre en febrero de 2024.

#### Secretaría de Cultura de la Nación
Desde la Secretaría de Cultura de la Nación en el año 2009, Ramos fue convocado por su titular, Jorge Coscia, para desarrollar actividades culturales en las villas de emergencia y con las colectividades latinoamericanas. Esta función llevó a institucionalizar la gran fiesta boliviana de la Virgen de Copacabana todos los años con la entrada folklórica a la Plaza de Mayo con sus trajes típicos, siendo esta la más participativa fiesta popular de la Argentina, con cincuenta mil bailarines y más de cien mil participantes.
En cuanto a la colectividad paraguaya, se institucionalizó el homenaje al Mariscal Francisco Solano López realizando actividades culturales todos los 1 de marzo en el ámbito de la Secretaría de Cultura. 
En cuanto a las políticas culturales en las villas propuso, junto al Padre José María Pepe Di Paola la construcción de la Casa Nacional de la Cultura de Villa 21 Barracas. Era la primera vez que desde el Estado se realizaba una obra de esa magnitud en una villa de emergencia. Concluida la obra, nuevamente Víctor Ramos propone la construcción una nueva Casa de la Cultura, esta vez en la Villa 31 de Retiro. A poco de comenzar las obras, el proyecto fue paralizado por Teresa Parodi y Franco Vitali de la agrupación La Cámpora designados en el Ministerio de Cultura en lugar de Jorge Coscia. La persecución, despidos e interrogatorios que realizó La Cámpora contra quienes consideraba opositores en Ministerio de Cultura fueron implacables.
Director del Cabildo
El Secretario de Cultura de la Nación, Jorge Coscia, designó a Víctor Ramos, Director del Cabildo Nacional. Luego de una gestión donde se aumentó la cantidad de visitantes, se abrieron nuevos espacios para el publico; y el Cabildo fue abierto por primera vez para la realización en reuniones y encuentros de los actores políticos, sociales y culturales del país, la nueva ministra de Cultura Teresa Parodi lo despidió por diferencias políticas que Ramos mantenía con el hijo de la presidente de la Nación, Máximo Kirchner en el año 2015.

#### Instituto Nacional de Revisionismo Histórico Manuel Dorrego
Es elegido presidente del Instituto Nacional de Revisionismo Histórico Manuel Dorrego en la Asamblea de Miembros de Número, el 4 de julio de 2014. El Jefe de Gabinete de la Presidencia de la Nación, Aníbal Fernández a instancias de Maximo Kirchner y la agrupación La Cámpora intervino el Instituto Dorrego el 13 de febrero de 2015. Finalmente el Instituto fue disuelto por el decreto 269/15 del Presidente Mauricio Macri.

#### Senado de la Nación
Fue asesor del Bloque de Senadores de la Nación del Partido Justicialista trabajando junto al Senador Nacional por la Provincia de Misiones, doctor Salvador Cabral Arrechea. Fue despedido por jefe del Bloque Justicialista, Miguel Ángel Pichetto, cuando Víctor Ramos criticó las posturas xenófobas de este senador ante la corriente migratoria peruana, senegalesa y boliviana.
Jefatura de Gabinete de Ministros de la Nación
Fue designado asesor del Vicejefe de Gabinete de Ministros de la Nación, Jorge Neme, en enero de 2022.
Cancillería de la Nación
En 2023, carácter ad honorem, fue designado director y curador de la Biblioteca Digital del Mercosur u la Unidad Sudamericana.
Editó las siguientes obras:
Juan Domingo Perón: América Latina: unidos o dominados; Manuel Ugarte: La Patria Grande; Jorge Abelardo Ramos: Introducción a la América Criolla; Miguel Ángel Barrios: Perón y el peronismo en el sistema-mundo del siglo XXI: Salvador Cabral; Revolución y crisis en el Mercosur; Alberto Methol Ferré: Estados continentales y La alianza argentino-brasileña; José Martí: Nuestra América y otros escritos; Graciela Maturo: La identidad latinoamericana; Carlos Montenegro: Las inversiones extranjeras en América Latina; Juan Bautista Alberdi; El crimen de la guerra y otros escritos sobre el Paraguay; José María Torres Caicedo: La Unión Latinoamericana; Manoel Bomfin:América Latina: males de origen; Darcy Ribeiro: Patria Grande, entre otros títulos. Todos los títulos se encuentran gratuitamente en PDF en la página de la Cancillería Argentina al alcance del público.
Club Amigos de Haití
Ramos es presidente del Club de Amigos de Haití. Entidad creada para apoyar y visibilizar la crisis del país hermano. Ramos fue quien donó la estatua del presidente Alexandre Petión, ubicada en Av. Figueroa Alcorta y Ocampo frente a la embajada haitiana en 1997 y promovió su instauración resistida por autoridades racistas.

### Militancia Social
Víctor Ramos ha impulsado o creado diversas organizaciones no gubernamentales con fines sociales. SOS Discriminación Internacional y Patria Grande Cultural, la Biblioteca Popular de Martínez, Mundo Villa, Mundo Sur, el Centro Cultural Enrique Santos Dicépolo entre otros. Dirige el Instituto de Revisionismo Histórico Latinoamericano Jorge Abelardo Ramos.
Impulso a la construcción del primer cine en una villa de emergencia o del Puerto Patria Grande en el Riachuelo, en Villa 21 en Barracas fuera de todo marco partidario es un ejemplo de lo expresado. Los voluntariados estudiantiles de medicina, arquitectura o derecho en los barrios más postergados de la ciudad es otro exponente de esta metodología de la militancia de integración político social.
Es director de la revista Patria Grande y hasta 2025 fue director de la FM 96.9 de Villa Carcova en José León Suárez de la Parroquia San Juan Bosco, que fundara junto al Padre Pepe, José María Di Paola.

## Distinciones

### Premios
- Obtuvo el Premio Solidaridad, en 1993 otorgado por la Asociación de Veteranos de Guerra Trabajadores del Estado.
- En 1997 recibió el Premio Sol Inca, de la Fundación Peruanos Inmigrantes.
- En 1997, también le fue entregado el Premio Estrella de Plata por la Sociedad Afrodescendiente de la Argentina.
- En el año 2000 recibió el Premio Itzjak Rabín[47] de la AMIA, Asociación Mutual Israelita Argentina.
- En el año 2008, fue galardonado con el Premio Padre Daniel De la Sierra, por el Padre Pepe,[48][49] de la Parroquia Virgen de Caacupé, Villa 21.

### Designaciones
- Fue designado Presidente Honorario del Club de la Colectividad Boliviana 6 de agosto, en 1996
- Recibió el título honorario Gran Amigo del Estado Plurinacional de Bolivia por la Embajada de Bolivia en la Argentina, en el año 2017.

## Conferencias
Dictó conferencias en la Universidad de Buenos Aires, UBA, en la Universidad de Belgrano, Universidad Nacional de Tucumán, Universidad de Tel Aviv, Universidad Autónoma de México y la USES de Argentina sobre la discriminación, la problemática de los derechos humanos y la historia de la América Latina.

## Publicaciones
- Democracia Directa, Ediciones del Mar Dulce, Buenos Aires, Argentina, 1993.
- Racismo y Discriminación en Argentina,[50] ed. Siglo XXI Catálogos, Buenos Aires, publicación que tuvo su segunda edición por el Congreso Nacional de la República de México en el año 2001, y la edición digital de SOS Discriminación Internacional, en 2002.
- La otra historia, Ariel, 2013.
- La Guerra de la palabras, Catálogos, 2014.
- La Guerra de las Palabras,[51][52][53] fue lanzado en Buenos Aires por Editorial Catálogos, 2015.[54]
- Discriminación. De Nelson Mandela al Inadi publicado por EUDEBA, Editorial Universitaria de Buenos Aires, 2020.[55]
- Historia política de la UOM Unión Obrera Metalúrgica. Hombres de Acero, Editora Grande, Buenos Aires 2021.[56]

## Películas y documentales
La producción audiovisual de Víctor Ramos se direcciona siempre a su visión crítica del sistema social, cultural y político dominante. En los títulos de sus trabajos observamos esa tendencia. Toda su obra se vincula con la integración social de los migrantes, su lucha contra el racismo y la unidad latinoamericana.
- Fue guionista del documental La otra historia Juan Perón Getulio Vargas, 2003.[57] En esta obra, Ramos aporta la tesis de que la caída del general Juan Domingo Perón, en septiembre de 1955, está vinculada al suicidio del presidente Getulio Vargas ocurrido el agosto del año anterior. Con la trágica muerte del líder brasileño, se clausura el proyecto de la integración latinoamericana del ABC que ambicionaba Juan Domingo Perón. Con la firma del Tratado de Asunción en 1991 se pone en marcha el Mercosur y se retoma el camino de Vargas y Perón. Un film de Tranquilo Producciones para Canal (á).
- Las siguientes producciones fueron realizadas con aportes privados y otras en coproducción con el INACAA, Instituto Nacional de Artes Audiovisuales. La película La 21 Barracas,[58] (2006) realizada integralmente por actores de Villa 21 superó los dos millones de visitas en el Canal de YouTube y redes sociales, convirtiéndose en una de las producciones más vistas del cine argentino.
- El documental La guerra del agua[59] en el año 2008 lo contó como director y fueron dos capítulos que realizó con el periodista Adams Ledezma, asesinado luego por narcotraficantes en Villa 31. Vientos Limpios del sur fue otra producción que dirigió sobre la problemática de las adicciones en los barrios marginados en Buenos Aires. Ningún de estos proyectos tuvieron apoyo estatal y fueron financiados por el propio Víctor Ramos.
- Con Bruno Stagnaro realizó los guiones de la ficción Impostores,[60] 2009, que contó con Federico Lupi, Leticia Bredice, Leonardo Sbaraglia. Fue una producción de Pampa Films de diez capítulos que se emitieron en FOX TV y la cadena Netflix. También junto a Bruno Stagnaro realizó el documental ficcionado por Julio Zarza,  Nacionalidad Villera,[61] siendo su productor general de cuatro capítulos para Canal Encuentro y la Televisión Pública, 2009.
- Fue director del documental 100 días que NO conmovieron al mundo,[62] 2008, y fueron sus productores Vanesa Ragone y Álvaro Fontana con la idea y conducción de la periodista Susana Reinoso. Fue filmado en Ruanda describiendo el horror del genocidio, producto del enfrentamiento étnico Tutsi Hutus.
- En el documental Villera Soy,[63] 2006, que condujo Nidia Zarza[64] y él fue su director, tiene el mérito de ser el primer documento audiovisual que realiza un profundo relevamiento de la situación social de la villas de emergencia de la Ciudad de Buenos Aires. La crisis habitacional, el paco, y la marginalidad salta a la vista como un grito de protesta y esperanza.
- En el documental Los Unos y los Otros,[65] lleva adelante una investigación junto a Pancho Benavides de la realidad migrante boliviana en la Argentina. Con la producción general de Norma Andia. Abunda el film sobre la capacidad de trabajo y la solidaridad de los grupos migrantes. El folklore aparece como elemento agrutinante.
- En El Oeste perdido,[66] 2005, dirige el film y acompaña la investigación de Álvaro Fontana, quien conduce el documental y realiza la producción general en Catamarca. Fontana se adelanta con sus denuncias de la contaminación minera de las grandes empresas en el noroeste argentino.
- En los documentales Postales chinas[67] y Viaje chino al fin del mundo[68] recorre las profundidades de la enigmática colectividad china en la Argentina viajando a las profundidades del país asiático. Ejerce como director mientras que productor general es Enrique Wei Beijin, 2008.
- Fue productor de Todas esas cosas,[69] 2004, dirigida por Paula de Luque. Se trata de una obra sobre los prejuicios contra la comunidad gay, una mirada histórica acerca de la construcción de la identidad sexual desde Grecia y Roma hasta la actualidad. Desde SOS Discriminación Internacional apoyó esta propuesta.
- Relatos de la sombra. Actitudes nazis durante el proceso militar, 2009.[70] Es una obra donde devela junto a Graciela Jinich la influencia nazi en algunos miembros de las fuerzas represivas del Proceso cívico militar de 1976. Director: Víctor Ramos. Conductora y Productora general: Graciela Jinich. Auspicio de Shoah Foundation, Steven Spielberg. El guion se basa sobre el informe de la DAIA y una profunda entrevista a las víctimas, como al Juez Federal Daniel Rafecas.
- Relatos de la sombra
- Mitos Guaraníes. Director con la colaboración, actuación y producción de Julio y Nidia Zarza.
- Capítulo 1 Tau y Keraná
- Capítulo 2 Tejú Jaguá
- Capítulo 3 Mbói Túi
- Capítulo 4 Moñai
- Capítulo 5 Yasi Yatere
- Capítulo 6 Kutupí
- Capítulo 7 Pombero